# Mylothris chloris
Mylothris chloris is een vlindersoort uit de familie van de Pieridae (witjes), onderfamilie Pierinae.
Mylothris chloris werd in 1775 beschreven door Fabricius.